# Deinocerites melanophylum
Deinocerites melanophylum is een muggensoort uit de familie van de steekmuggen (Culicidae). De wetenschappelijke naam van de soort is voor het eerst geldig gepubliceerd in 1907 door Dyar & Knab.